# Hino do Maranhão
O Hino do Maranhão é da autoria (partitura) do maestro Antônio Carlos dos Reis Rayol e a letra foi criada pelo professor Antônio Batista Barbosa de Godóis, com variações para orquestração e canto do maestro Antônio de Assis Republicano.
O hino foi criado pela Lei nº 167562 de 30 de março de 1911, sancionada pelo governador Luís Antônio Domingues da Silva.